# Hypsugo joffrei
Hypsugo joffrei é uma espécie de morcego da família Vespertilionidae. Endêmica de Mianmar, onde pode ser encontrada em duas localidades ao norte do país. Está ameaçada por perda de habitat.